# Охорона праці (журнал)
«Охорона праці» — всеукраїнське науково-виробниче видання, засноване в 1994 році за ініціативою Державного комітету України з нагляду за охороною праці. Нині ТОВ «Редакція журналу „Охорона праці“. Перший номер журналу побачив світ 4 липня 1994 року. Виходить щомісяця, українською та російською мовами.

## Тематика журналу
- управління охороною праці;
- безпека праці;
- медицина праці;
- соціальний захист і безпека життєдіяльності.

## Загальна характеристика видання
На сьогодні журнал є найстарішим спеціалізованим виданням в галузі безпеки та гігієни праці в Україні. Вважається одним із найавторитетніших у своєму сегменті: залучає в якості авторів досвідчених фахівців з охорони праці вітчизняних та міжнародних підприємств, лікарів-гігієністів, експертів з управління ризиками на виробництві, експертів технічних, науковців, представників органів державної та місцевої влади, профспілкових організацій, Фонду соціального страхування України тощо. Читацька аудиторія — всі, хто так чи інакше пов'язаний з питаннями безпеки на виробництві та соціальним захистом працівників.
У червні 2002 р. Блаженніший Митрополит Київський и всієї України Володимир нагородив журнал орденом Нестора Літописця.
За вагомий внесок у висвітлення питань реалізації державної політики у сфері охорони праці та промислової безпеки, Держгіпрпромнагляд, наказом від 03.06.2011 № 164, нагородив колектив журналу „Охорона праці“ нагрудним знаком „За доблесну службу“ II ступеня».
З 2011 року проводить один з наймасштабніших в Україні конкурсів дитячого малюнка — «Охорона праці очима дітей». У 2018 році в конкурсі взяло участь понад 300 000 дітей.
Організовує щорічну міжнародну конференцію «Охорона праці» та низку галузевих безпекових конференцій, зокрема у будівництві та лісовій галузі. При журналі діє Академія управління ризиками в системах менеджменту, слухачі якої отримують сертифікат внутрішнього аудитора.
З 2009 року журнал очолює Матвійчук Дмитро Лаврентійович.
Адреса: 02100, м. Київ, вул. Попудренко, 10/1